# Vladimir Kiktenko
Vladimir Kiktenko (în rusă Владимир Киктенко; n. 22 martie 1932, Corotna, raionul Slobozia, RSS Ucraineană, URSS – d. 1983) a fost un om de stat și politician sovietic moldovean.

## Biografie
S-a născut în satul Corotna din raionul Slobozia, RASS Moldovenească, URSS (actualmente în Transnistria, Republica Moldova). A devenit membru al PCUS în 1959.
Din 1959, a fost implicat în activitatea economică, socială și politică. Între anii 1959–1989 a deținut mai multe posturi în industria ușoară a RSS Moldovenești, în aparatul Comitetului Central al Partidului Comunist al Moldovei (PCM), a fost Ministru al serviciilor de consum pentru populația RSS Moldovenească, prim-secretar al Comitetului orașului Chișinău al PCM, președinte-adjunct al prezidiului sovietului suprem al RSS Moldovenești.
A fost ales în funcția de deputat al Sovietului Suprem al RSS Moldovenești al celei de-a 8-a și a 9-a convocări, al Sovietul Suprem al URSS al celei de-a 10-a convocări.
A murit în 1983.